# Crayon Shin-chan
Crayon Shin-chan (クレヨンしんちゃん Kureyon Shin-chan?) es una serie de manga escrita e ilustrada por Yoshito Usui, centrada en la vida de Shin-chan, un niño de cinco años particularmente travieso, ingenioso e inteligente. El manga está inconcluso, debido al fallecimiento de su autor, cuya muerte se produjo el 20 de septiembre de 2009. La editorial confirmó que el manga estaría cerrado para finales del año 2009. Sin embargo, la serie de televisión siguió contando con capítulos nuevos.
Según informó Futabasha, con motivo del 20º aniversario del manga y la publicación del volumen 50 en julio de 2010, la continuación del manga sería realizada a partir de agosto de 2010 en el número de septiembre de Manga Town. Esta continuación fue realizada por UY Studio, el equipo de ayudantes de Yoshito Usui.

## Argumento
Shinnosuke Nohara, conocido cariñosamente como "Shin-chan", es un niño de cinco años de edad que vive en la ciudad japonesa de Kasukabe, Saitama, junto a sus padres, Hiroshi y Misae Nohara, y transcurrida gran parte de la serie, con su hermana pequeña, Himawari. Es un niño muy travieso y rebelde que desconcierta a los adultos con sus ocurrencias y sus comportamientos desvergonzados poco propios de su edad, como su desmedido interés por las mujeres o el «boogie de las pompas» interpretado al menor descuido de su madre. Con sus amigos del preescolar y su perro, Nevado vive diversas aventuras, ya sea en su casa, la escuela o en las zonas de juego de los parques. El comportamiento maleducado e irreverente de Shin-chan contrasta con las férreas conductas sociales de Japón, lo que supone una fuente de disgustos para su familia, especialmente su madre, que trata de corregirlo con poco éxito a base de reprimendas y coscorrones. Durante los primeros capítulos, las tramas trataban sobre Shin-chan que probaba cosas nuevas, y después a finales de 1996, las tramas eran sobre otros temas.

## Aspectos de la serie
La serie está dirigida a todo público en su país de origen mientras que en España, está dirigida actualmente a jóvenes a partir de 12 años (al menos durante su paso por FOX, anteriormente se dirigía a mayores de 7 años). A pesar de esto, en Japón, los capítulos de los noventa y de principios de siglo XXI llevaban una clasificación algo más alta, pues contienen un humor más adulto. Planeta DeAgostini publicó el manga en España en español, gallego y catalán.
Como serie costumbrista que es, en ella se retrata a la sociedad japonesa de forma caricaturesca; de hecho se parodia a muchos personajes de la sociedad japonesa de forma anónima e incluso a otras referencias culturales como series e íconos de animación tales como: Detective Conan, Doraemon, Dragon Ball, Pokémon o Sailor Moon.
Durante su larga vida se han hecho referencias tanto personajes conocidos internacionalmente como exclusivos de la vida japonesa, y en la serie han llegado a participar actores y humoristas representándose a sí mismos. Además de todo esto, en la serie la familia Nohara hace constantes viajes por todo Japón visitando ciudades, disfrutando de su gastronomía y cultura, y presentándolas al público de una forma indirecta. También realizan numerosos viajes al extranjero y visitan países o islas como: Australia, China, España, Hawái, Guam y México. En todos los viajes, ya sea en Japón o a otros países, Shinnosuke siempre hace de las suyas.

## Personajes

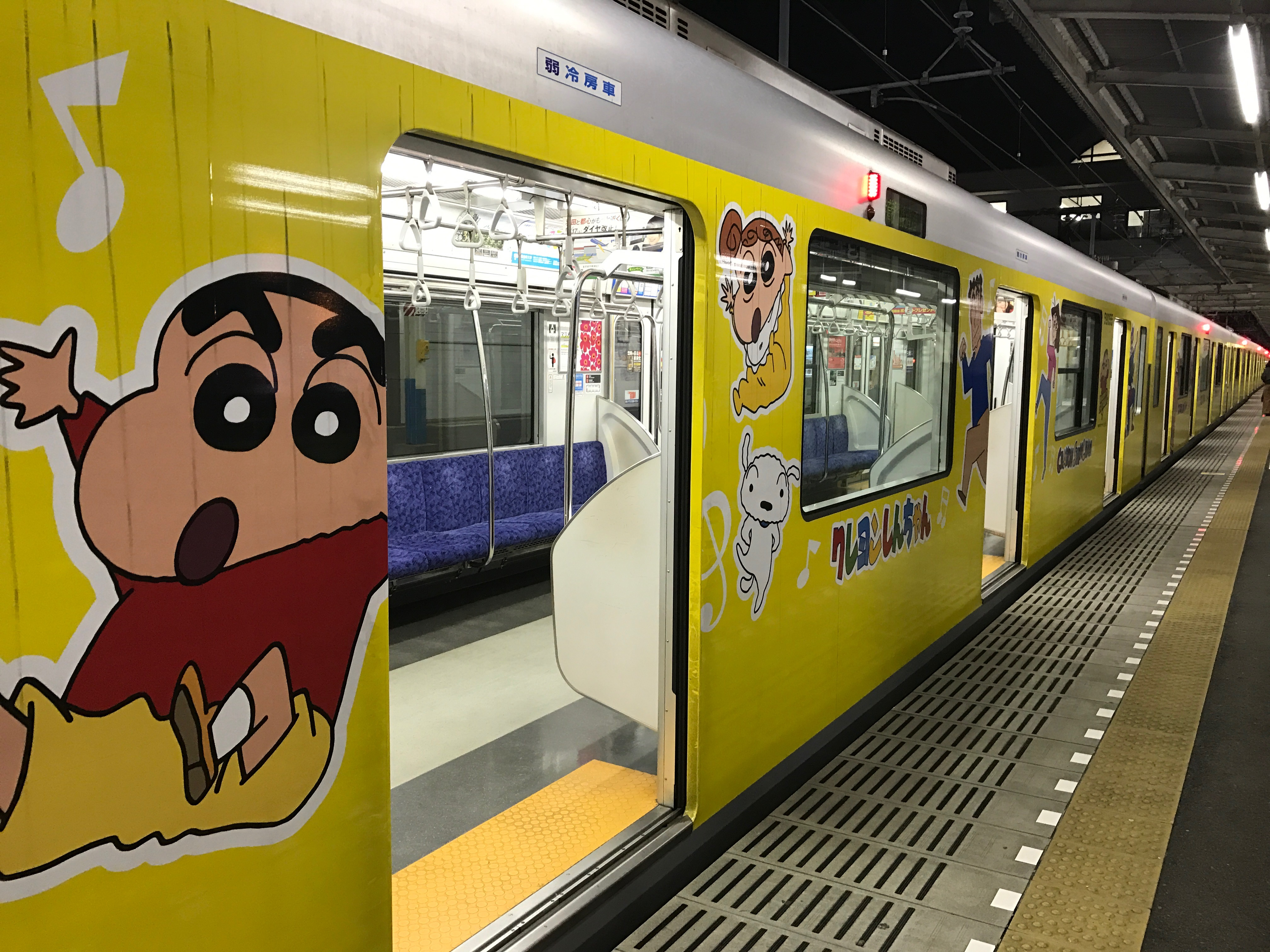
Representación de Shin Chan en un metro japonés

### Familia Nohara
Shinnosuke Nohara (野原 しんのすけ Nohara Shinnosuke?)
Voz por: Akiko Yajima (1992–2018) y Yumiko Kobayashi (2018–presente)
Shin-chan (se le suele llamar así), es el personaje principal de la serie. Es un niño travieso que siempre consigue hacer de las suyas. Tiene un amor platónico, Nanako, una bella estudiante universitaria. Le encantan las galletitas de chocolate, deleitarse con su serie favorita: Ultrahéroe y ligar con chicas que no alcanzan los 22 años. Lo que más odia son los pimientos, y por pereza, sacar de paseo a Nevado o darle de comer y beber (aunque quiere mucho a su mascota). Sus mejores amigos son: Nené, Boo-chan, Masao y Kazama, juntos hacen el ejército de Kasukabe, lugar donde él, sus amigos y familia conviven. Siempre dice lo contrario a lo que debe expresar, cómo por ejemplo: Al llegar a casa dice "adiós" en lugar de "ya he llegado" o en vez de decir "merienda" expresa un término llamado "mirienda". Suele disfrazarse con la ropa interior de Misae (su madre), y siempre quiere que le compren los juguetes de Ultrahéroe o del Súper Robot Kantam (basado en Gundamガンダム[gandamu]). En su tiempo libre escribe cuentos que tienen como protagonista a un personaje de su propia invención, el Cerdito Valiente, un cerdo parlante bastante avaro que solo piensa en sí mismo. A Shinnosuke le encanta su hermana Himawari, pesar de los ataques de celos que ella suele causar algunas veces, siendo él el único que puede calmarla cuando llora, y logra entender lo que dice.
Misae Nohara (野原 みさえ Nohara Misae?)
Voz por: Miki Narahashi
Es la madre de Shinnosuke y Himawari. Es una ama de casa, tacaña, a la que le encanta dormir la siesta, buscar las mejores ofertas del supermercado, cotillear con la vecina y hablar con su mejor amiga Keiko al teléfono. Tiene los mismos ojos que Shinnosuke y Himawari. Quiere mucho a su marido Hiroshi, a pesar de que discuten y ella suele soñar con chicos guapos y jóvenes.
Hiroshi Nohara (野原 ひろし Nohara Hiroshi?)
Voz por: Keiji Fujiwara (1992-2016) y Toshiyuki Morikawa (2016–presente)
Es el padre de Shinnosuke y Himawari, y marido de Misae. Es oficinista en Comercial Futaba, una empresa de mediana categoría, gana poco y suele frecuentar bares después del trabajo. Le encanta la cerveza y le huelen los pies. A veces llega a casa borracho por las copas, y otras no. Se siente atraído por Yumi, una compañera del trabajo. Él siempre recuerda que es un padre de familia y nunca hace nada con ésta. Tiene las cejas como Shinnosuke. Le gusta ligar y ver las chicas en bikini, igual que a Shinnosuke.
Himawari Nohara (野原 ひまわり Nohara Himawari?)
Voz por: Satomi Kōrogi
Apareció en el capítulo 203. Es la hermana pequeña de Shinnosuke. Aún no habla, solamente balbucea, y solo emite palabras poco entendibles. No aparece en el principio de la serie sino en un tiempo más adelante. Le encantan las joyas y los chicos guapos (similar a su hermano con las mujeres del mismo calibre). Su nombre significa literalmente "Girasol" que es el mismo nombre de la clase donde va Shinnosuke. Lo puso él, cuando tenían que elegir el nombre.
Nevado (シロ?)
Voz por: Mari Mashiba
Es el perro de la familia Nohara. Su nombre viene de su pelaje que es totalmente blanco, y se lo puso Shinnosuke. Este lo encontró abandonado en una caja y desde entonces cuida de él (en realidad lo cuida su madre), pero siempre se olvida de darle la comida y pasearle, lo que ha llevado a Nevado a espabilarse y buscarse él solo la comida. A veces (muchas), Misae le da de comer, beber y pasear y le cuida.

### Amigos
Tōru Kazama (風間 トオル Kazama Tōru?)
Voz por: Mari Mashiba
Es uno de los amigos de Shinnosuke. Es inteligente, pero también presumido y prepotente (suele ser el típico amigo ricachón). Le gusta ser siempre el líder del grupo y el centro de atención, y tiene una cierta rivalidad con Shinnosuke. Le encanta ver La bruja Moepi; lo oculta para que Shinnosuke o los demás no se enteren. Va a la academia de inglés y ahí hace exámenes. Shinnosuke le suele soplar a la oreja, cosa que odia. Todos le llaman Kazama. Además, se pone celoso cuando alguien le pide salir a alguien de la clase. Su madre vive con él en un edificio residencial, mientras que su padre trabaja en Australia.
Masao Satō (佐藤 マサオ Satō Masao?)
Voz por: Teiyū Ichiryūsai
Es uno de los amigos de Shinnosuke. Es un niño muy tímido y sumiso que suele llorar cuando le hieren, pero también es bondadoso. Suele ser la víctima de Nené cuando juega a "papás y mamás". Además está locamente enamorado de Ai-Chan (quien ella a su vez está enamorada de Shinnosuke) y le molesta que le llamen "cabeza de melón". También es un niño muy miedica que cualquier cosa le asusta, mucho más que a cualquier otro de sus amigos.
Nene Sakurada (桜田 ネネ Sakurada Nene?)
Voz por: Tamao Hayashi
Es una de las amigas de Shinnosuke. Es una niña dulce aunque suele mostrarse tiránica cuando quiere jugar a "papás y mamás", que siempre es jugado de modo parecido a la realidad. Al igual que su madre, ha heredado un lado oscuro, cuando se enfada, suele pagarlo pegando en el estómago a un conejo de peluche, mientras lo apoya contra algo. Pese a esto siempre se asusta cuando su madre se enfurece pegando a un peluche alegando que "¡Esta no es mi mamá de siempre!". Se podría decir que se pone "celosa" al ver a Ai-Chan con Shinnosuke. Además también le enfurece la falta de valor en Masao.
Bo (ボー Bō?)
Voz por: Chie Satō
Es uno de los amigos de Shinnosuke. Es un niño muy poco hablador y de aspecto despistado, pero en varias ocasiones se ha mostrado inteligente. Su mayor característica es que siempre lleva un moco colgando y puede hacer acrobacias con él. Tiene una colección de piedras con formas curiosas. A todos sus amigos le gustan sus piedras, siempre se las enseña. En algunos capítulos sale que se enamora. Sus padres nunca han sido mostrados pero sí se sabe de su existencia, no es huérfano.
Ai Suotome (酢乙女 あい Suotome Ai?)
Voz por: Ayako Kawasumi
Es una amiga de Shinnosuke. Es la más rica en la guardería Futaba. En el primer episodio que apareció, enamoró a la mayoría de niños de la guardería. Intentó enamorar a Shinnosuke, pero ocurrió todo lo contrario: ella se acabó enamorando de Shinnosuke. Tiene cierta rivalidad con Nené. De todos los amigos de Shinnosuke, Masao fue el único que se quedó enamorado de ella. Su guardaespaldas se llama Kuroiso.

### Maestros
Midori Ishizaka (石坂 みどり Ishizaka Midori?)
Voz por: Yumi Takada y Haruhi Terada
Es la profesora de la clase de los Girasoles y la tutora de Shinnosuke y sus amigos. Es una mujer dulce y bondadosa que siempre ayuda a sus alumnos cuanto puede. Siempre se está peleando con su rival Ume, también profesora del parvulario. A lo largo de la serie, Midori conoce a Junichi Ishizaka que será su futuro marido perdiendo así ella su apellido (Yoshinaga).
Ume Matsuzaka (松坂 梅 Matsuzaka Ume?)
Voz por: Michie Tomizawa
Es la profesora de la clase de las Rosas. Es una mujer frívola y presumida que siempre se pelea con Midori por casi cualquier cosa. A pesar de ser guapa, siempre suele tener mala suerte con los hombres, aunque tuvo una relación seria con su osteópata Tokuro Gyoda. Su cumpleaños es el 7 de febrero.
Bunta Takakura (高倉 文太 Takakura Bunta?)
Voz por: Rokurō Naya (1992–2014), Junpei Morita (2015–presente)
Es el director y dueño del parvulario y es apodado "Mafioso" (El Padrino (Enzo) en Hispanoamérica) por Shinnosuke, ya que tiene unas gafas y una apariencia algo aterradora y por ello siempre tiene algún problema.
Masumi Ageo (上尾 ますみ Ageo Masumi?)
Voz por: Kotono Mitsuishi
Es la profesora de la clase de los Cerezos. Tiene doble personalidad: con las gafas es una mujer tímida y nerviosa, pero sin las gafas es una persona que dice lo que piensa agresivamente sin pensar en las consecuencias. Está enamorada de Kuroiso, el omnipresente guardaespaldas de Ai-Chan.
Shiizo Atsukuru (熱繰 椎造 Atsukuru Shiizō?)
Voz por: Kazunari Tanaka
Es el profesor sustituto de la señorita Yoshinaga.

### Secundarios
Nanako Ōhara (大原 ななこ Ōhara Nanako?)
Voz por: Sayuri Yamauchi, Shizuka Itō
Es estudiante universitaria. Es el gran amor de Shinnosuke, quien se vuelve pulcro y caballeroso cada vez que se encuentra con ella, aunque alguna que otra vez ha tenido su comportamiento habitual, y Nanako a veces piensa que son cosas de niños. Es una chica dulce y amable. Va a la universidad con su amiga Shinobu Kandadori, capitana del equipo de lucha libre femenina. Su padre Shijūrō Ohara, tiene 60 años, es escritor y bastante serio. Está empeñado en protegerla, especialmente de Shinnosuke. Su madre se llama Manemomo Ohara y tiene 57 años. Su nombre significa "niña de los verdes" (nana significa verdes y ko, niña).
Kuriyo Urima / Riyo Urimaku (売間 久里代 Urima Kuriyo / Urimaku Riyo?)
También conocida como la Vendedora a Domicilio, la cual se gana la vida mediante la venta de productos de enseñanza infantil (libros para enseñar inglés, matemáticas, etc), y que algunas veces incluye un regalo aparte tras la compra. Todo sale mal cuando aparece Shinnosuke y la molesta. También sale en el videojuego de Crayon Shin-chan lanzado en Japón para la 3DS: Crayon Shin-Chan: Uchuu de Acho!? Yuujou no o Bakarate!!.
Keiko Honda (本田 ケイコ Honda Keiko?)
Voz por: Minami Takayama
Es la amiga de Misae, y suele aparecer varias veces en la serie. Es una mujer con la misma edad que Misae; es un personaje muy poco aparecido en las películas.
- Ejército Escarlata

Son 3 estudiantes de instituto de 17 años a las que Shinnosuke apoda el "grupo de cómicas" o Ejercito Escaldado y las cuales batallan contra otros grupos de la ciudad de Kasukabe. Las integrantes son Yuko (uñas comidas) que es la líder, Ogin (ojo de pez) y Mari (la de los granos).
- Clan de las Mariconchis

Grupo compuesto por Rosa, Lima y Lavanda. Aparecen en varias películas y capítulos y tratan de salvar a la familia Nohara de diferentes problemas.
- Doctor Tokuro Gyoda

Es el médico de la clínica traumatológica Santa Bárbara, que tiene enamorada a Ume Matzusaka y de hecho son pareja, hasta que se marcha del país. Le gusta la paleontología e investigar huesos por eso se va al extranjero para seguir su sueño. En el manga muere.
- Michi y Yoshirin

Es una pareja de jóvenes enamorada los cuales son vecinos de Shinchan. Llevan camisetas de corazón conjuntas y nunca se separan. Son un poco pesados y la familia Nohara intenta evitarles cuando los ven. A pesar de su unión, en algunos capítulos se les ve enfadados por discusiones tales como "No me dijo te quiero amor, al salir al trabajo", pero siempre se reconcilian.

## Manga
El manga se publica cada semana en la revista Weekly Action desde 1992. También se han publicado, 50 tomos de 120 páginas en Japón, en la edición tradicional. Actualmente una nueva edición está siendo publicada con nuevas historietas.
En España, el primer intento de editar el manga fue un fracaso debido a una escasa campaña publicitaria. Tras el boom por la emisión de la serie en televisión, el manga volvió a editarse, con nueva traducción de mano de Marc Bernabé, quien también comenzó a traducir la serie animada. En 2017, la editorial ECC Ediciones publicó un manga especial llamado Shin-Chan: sus mejores gamberradas que sería como los mejores momentos del manga original.

## Anime
En Japón la serie lleva desde 1992 en antena, a través de TV Asahi, con capítulos semanales de entre dos y tres partes, que continúan produciéndose hasta el día de hoy. Actualmente se han emitido 1.055 episodios. Aparte de la serie regular se han producido más de noventa especiales y cerca de treinta películas durante todos estos años. Hoy día, Crayon Shin-Chan es un elemento más de la vida cotidiana japonesa y se ha convertido en un icono de esta época.
Inicialmente los contenidos de la serie seguían al pie de la letra los argumentos de los manga originales, pero poco a poco y debido a la influencia de la cadena y de la franja de emisión, los contenidos fueron suavizándose (haciendo que Crayon Shin-chan lo puedan ver niños más pequeños) aunque manteniendo la rebeldía que la caracteriza.

### Emisión en España
LUK Internacional licenció la serie para España en el año 2001 y renombrada a solo Shin Chan. La emisión comenzó por la cadena catalana K3 el 23 de abril de 2001, después en TVC Internacional el 10 de junio de 2001, el 26 de noviembre de 2001 por la cadena vasca ETB1, el 30 de septiembre de 2002 por la cadena autonómica gallega TVG y el 26 de diciembre de 2001 por la cadena autonómica catalana TV3. Durante 2001, también llegó a Canal Nou y en Punt 2 (su cadena subsidiaria). En 2002, llegaría la emisión en castellano a través de las cadenas autonómicas Castilla-La Mancha Televisión el 12 de abril y Telemadrid el 1 de julio, y en algún momento de ese año pasó a emitirse también en la cadena de televisión de pago Cartoon Network España.
En 2003, llegaría a Canal 2 Andalucía el 20 de enero y el 24 de febrero a la Televisión Canaria. 2003 fue el año clave de la serie, con el estreno de Shin-chan: en busca de las bolas perdidas (1997). A causa de su éxito, esta película fue estrenada en el cine (en Cataluña, fue una de las pocas películas proyectadas solo en catalán). A partir de esta fecha, durante los siguientes años se estrenarían más películas de la serie.
Hasta verano-diciembre de 2005, la serie se emitió en las distintas cadenas autonómicas de España, con unas audiencias aplastantes en los diferentes horarios en los que se emitía. Al mismo tiempo que la serie tenía éxito también tenía quejas por parte de padres (lo cual fue motivo de censura de algunos capítulos del anime en algunas zonas de España). En Cataluña, donde la serie tenía más éxito, no hubo censuras de ningún tipo, al igual que en Madrid, Castilla - La Mancha y Galicia. Incluso Yoshito Usui (creador de la serie) viajó en 2004 a Barcelona, y a raíz de la popularidad de la serie en este lugar, creó 3 capítulos donde la Familia Nohara viajaba a Barcelona.
Después de 371 capítulos emitidos por las cadenas autonómicas, el 23 de diciembre de 2005 se estrenó la serie en Antena 3 (cadena que compró los derechos de la serie para emitirlo en todo el país). Eso hizo que desde el 1 de enero de 2006, la serie dejara de emitirse en las cadenas autonómicas, ya que Antena 3 adquirió los derechos de emisión de la serie en exclusiva para todo el territorio nacional, lo cual hacia imposible su emisión, en otras cadenas, que no fuesen las del Grupo Antena 3 (ahora Atresmedia).
Con el estreno de los nuevos episodios en [Antena 3, la popularidad de la serie creció y llegó a tener unas audiencias superiores al 20% de cuota de audiencia. Además, Antena 3 emitió muchos nuevos episodios en poco tiempo. Eso hizo que en 2007 se volviese a estrenar una película en el cine Shin-chan: Los adultos contraatacan. Se emitía todos los días de la semana, en días festivos de entre año y semana, Antena 3 emitía algunas de las películas.
El éxito de la serie también hizo que Antena 3 emitiese Shin Chan con demasiada frecuencia, y eso causó que en 2008 su popularidad bajase en picado. A partir de ahí, Antena 3 comenzó a cambiarla de horario continuamente, dejando la emisión de la serie a los sábados y domingos. Las reposiciones de la serie se dejaron para la emisión diaria en Neox.
En enero de 2009 se estrenó un nuevo opening y un nuevo ending coincidiendo con la emisión de nuevos capítulos de la temporada de 2006 y 2007. Su emisión en Antena 3 fue los sábados y domingos de 7:30 a 9:00 (a unas horas bastante tempranas).
En abril de 2009 se acabaron de emitir los nuevos episodios, dejando reposiciones de la serie para Neox de 6:00 a 9:00.
El 13 de septiembre de 2010, después de más de un año de espera, se estrenó la temporada de 2008 de la serie en Neox. Se emitían dos episodios por día, de lunes a viernes, de 13:00 a 14:00 (manteniendo el mismo opening y ending de los últimos capítulos estrenados en 2009). De este modo, el 29 de septiembre de 2010 se acabó de estrenar la temporada 2008 y se empezó a estrenar la de 2009. Al cabo de dos días, empezando octubre, se acabó el estreno de nuevos capítulos.
El 8 de octubre de 2011, se estrenó la temporada de 2009 (a excepción de esos capítulos estrenados en 2010). Se emitían tres capítulos cada día, los sábados y domingos a las 9:00 en Neox. El 6 de noviembre de 2011 se acabó de estrenar esta temporada y se empezó a emitir la temporada de 2010, hasta el capítulo 697 (emitido el 19 de noviembre de 2011).
Cabe mencionar que durante el verano de 2011 se estuvieron emitiendo de nuevo capítulos de Shin Chan en catalán en el canal autonómico 3XL (donde se estrenó en primicia la serie en España, en el año 2001). También se comenzarían a emitir en gallego en la subsidiaria de TVG, TVG2 y en vasco a través de ETB3.
A partir del 15 de septiembre de 2012 se retomó la emisión de la temporada de 2010, a partir del capítulo 698, los sábados y domingos a las 8:00. Ese mismo fin de semana se estrenó en Neox a las 9:30 (en DVD salieron en 2009 y 2010), las películas Shin-chan: A ritmo de samba y Shin-chan: Tres minutos para salvar al mundo.
El 30 de septiembre de 2012 se acabó de estrenar esta temporada y se empezó a emitir la temporada de 2011.
El 13 de octubre de 2012 se acabó de emitir nuevos capítulos de Shin-Chan (los dos últimos capítulos emitidos son el 737, de la temporada 2011, y el 758, de la temporada 2012).
El 29 de junio de 2013, coincidiendo con el estreno del bloque infantil "Neox Kidz" (sustituyendo a Megatrix), se retoma la emisión de nuevos capítulos de la temporada 2011, los fines de semana a las 7:45, en Neox. El 1 de julio de 2013 se acaba la emisión de esta temporada, y se estrena la temporada 2012, de lunes a viernes a las 11:20.
Entre el 4 de julio y el 9 de julio de 2013 se dejan de emitir nuevos capítulos correspondientes a 2012, para retomar con los especiales que no se habían estrenado en España desde la temporada 2007 hasta la temporada 2011, y también se estrenan los capítulos de Shin-Men. Desde el 10 de julio de 2013 se vuelven a repetir los últimos capítulos estrenados.
Desde el 11 de abril de 2014 y durante todas las vacaciones de Semana Santa, se estrenaron episodios correspondiente a la temporada 2012. Se emiten entre las 10:45 y las 11:30 en Neox, dos capítulos por día.
El 30 de junio de 2018, Neox deja de emitir la serie, ya que Atresmedia no renueva los derechos después de 13 años de emisiones. De esta manera, la serie deja de verse en una televisión nacional y en paralelo deja de hacerlo en las televisiones autonómicas.
En 2019, Fox (España) adquiere los derechos de la serie, estrenándola el sábado 22 de junio, con un maratón de episodios desde las 11:30 hasta las 14:40 y desde el lunes 24 de junio, de 13:40 a 14:40 y de 16:30 a 17:30.

#### Episodios emitidos en España
- Temporadas de la serie emitidas en España (entre paréntesis).

- - 1. Anexo:Episodios de Shin-chan (1992) (2001)
  - 2. Anexo:Episodios de Shin-chan (1993) (2001)
  - 3. Anexo:Episodios de Shin-chan (1994) (2002)
  - 4. Anexo:Episodios de Shin-chan (1995) (2002)
  - 5. Anexo:Episodios de Shin-chan (1996) (2003)
  - 6. Anexo:Episodios de Shin-chan (1997) (2003 a 2004)
  - 7. Anexo:Episodios de Shin-chan (1998) (2004)
  - 8. Anexo:Episodios de Shin-chan (1999) (2004 a 2005)
  - 9. Anexo:Episodios de Shin-chan (2000) (2005 a 2006)
  - 10. Anexo:Episodios de Shin-chan (2001) (2006)
  - 11. Anexo:Episodios de Shin-chan (2002) (2007)
  - 12. Anexo:Episodios de Shin-chan (2003) (2007)
  - 13. Anexo:Episodios de Shin-chan (2004) (2008)
  - 14. Anexo:Episodios de Shin-chan (2005) (2008 a 2009)
  - 15. Anexo:Episodios de Shin-chan (2006) (2009)
  - 16. Anexo:Episodios de Shin-chan (2007) (2009)
  - 17. Anexo:Episodios de Shin-chan (2008) (2010)
  - 18. Anexo:Episodios de Shin-chan (2009) (2010 a 2011)
  - 19. Anexo:Episodios de Shin-chan (2010) (2011 a 2012)
  - 20. Anexo:Episodios de Shin-chan (2011) (2012 a 2013)
  - 21. Anexo:Episodios de Shin-chan (2012) (2012 a 2015)
  - 22. Anexo:Episodios de Shin-chan (2013) (2015 a 2016)
  - 23. Anexo:Episodios de Shin-chan (2014) (2016 a 2019)
  - 24. Anexo:Episodios de Shin-chan (2015) (2019)
  - 25. Anexo:Episodios de Shin-chan (2016) (2019 a 2022)
  - 26. Anexo:Episodios de Shin-chan (2017) (2022 a 2023)
  - 27. Anexo:Episodios de Shin-chan (2018) (2023)
  - 28. Anexo:Episodios de Shin-chan (2019)
  - 29. Anexo:Episodios de Shin-chan (2020)
  - 30. Anexo:Episodios de Shin-chan (2021)
  - 31. Anexo:Episodios de Shin-chan (2022)
  - 32. Anexo:Episodios de Shin-chan (2023)
  - 33. Anexo:Episodios de Shin-chan (2024)

### Emisión en Hispanoamérica
En Hispanoamérica la serie comenzó a emitirse en 2002 por el extinto canal de cable Fox Kids, quien adquirió la serie por parte de Televix, la cual era una versión modificada en Estados Unidos. Esta versión no respeta el orden de los episodios (el ejemplo más claro de esto se vio cuando la madre de Shinnosuke estaba embarazada, en episodios anteriores y posteriores ella aparece con la hermana de Shinnosuke, incluso antes del episodio del parto). Los nombres y apellidos de varios personajes fueron cambiados (excepto el de Shinnosuke). La serie también tiene censuras y diálogos suavizados.
En Hispanoamérica, solamente se conocen dos temporadas hasta la fecha, con 52 episodios cada una. La 2ª temporada, distribuida relata hechos anteriores a la primera temporada, no respetando el orden de los capítulos.
En Ecuador, se emitió durante un par de años por Teleamazonas y fue transmitido en horario infantil. Actualmente, esta cadena no transmite la serie.
En Chile la serie comenzó a emitirse en 2002 por el canal de cable Fox Kids. Tiempo después pasó a la TV Abierta a través de Chilevisión, para luego ser emitida también por el canal de cable Etc...TV y luego por Animax. 
En 2006 las tres cadenas repetían la serie, siendo emitida en Chilevisión de lunes a sábado durante el espacio Invasión y los sábados y domingos durante el espacio Tigritos (Espacios que daban anime, pero que cuando el programa cambió de formato, bajó popularidad, hasta salir de señal). Etc...TV de Chile, una de las televisiones de cable que emite la serie, anunció que durante 2007 estrenaría episodios no emitidos por el canal. Los capítulos empezaron a emitirse, finalmente, el 24 de marzo de 2008. Actualmente la serie se está retransmitiendo por Etc...TV.
En Perú la serie se estrenó en 2003 en el canal de cable Fox Kids y Animax en 2005.
En Venezuela, Televen transmitía la serie durante las vacaciones de verano. Fue sacada del aire, tiempo después que retirasen la programación infantil durante ese horario.
En Paraguay, Canal 13, en 2008, transmitía la serie en verano de lunes a viernes. Actualmente la emite los domingos.
En Argentina, Fox Kids transmitía la serie a medianoche de lunes a viernes. Al convertirse en Jetix, la serie dejó de transmitirse hasta que Animax retomó su transmisión, todos los días de la semana.
En México se transmitió por el Canal 5 de Televisa. A partir del 10 de noviembre de 2014 se estrena una nueva temporada por el canal de cable Tiin también de Televisa Networks.
Esta nueva temporada presenta episodios directamente de la versión en japonés y no de la versión de Vitello como las dos temporadas anteriores; sin embargo, el mencionado doblaje conservó los nombres de los personajes de la versión de Vitello como: Misty, Harry, Daisy, etc.

## Doblaje

### Japonés
- Akiko Yajima (1992-2018) y Yumiko Kobayashi (2018-) - Shinnosuke Nohara ("Shin-chan")
- Keiji Fujiwara (ep. 1-906) y Toshiyuki Morikawa (ep. 907-) - Hiroshi Nohara
- Miki Narahashi - Misae Nohara
- Satomi Koorogi - Himawari Nohara
- Mari Mashiba - Tooru Kazama y Nevado
- Chie Satō - Boo-Chan
- Teiyū Ichiryūsai - Masao Sato
- Yumi Takada - Midori Yoshinaga
- Tamao Hayashi - Nene Sakurada
- Michie Tomizawa - Ume Matsuzaka
- Tesshō Genda - Action Kamen (Ultrahéroe)
- Kaneto Shiozawa - Buriburizaemon (Cerdito Valiente) (Hasta 2000)

### Español (España)
- Shinnosuke Nohara, Shin-chan - Sonia Torrecilla (2001-presente)
- Hiroshi Nohara - José Manuel Cortizas (2001-2021) † y José María Regalado (2022-presente)
- Misae Nohara - Fátima Casado (2001-2005 y 2020-presente) y Alazne Erdozia (2005-2020)
- Himawari Nohara - Nuría Marín Picó (2001-presente)
- Tooru Kazama - Estívaliz Lizárraga (2001-presente)
- Masao Sato - Pilar Ferrero (2001-presente)
- Nené Sakurada - Fátima Casado (2001-2005); Idoia Gallastegui (2006); Ana Guadalupe Fernández (2006-2007) y Ana Begoña Eguileor (2008-presente)
- Moeko Sakurada (Mamá de Nené) - Nuria Marín Picó (2001-2007) y Eba Ojanguren (2008-presente)
- Mineko Kazama (Mamá de Kazama) - Estívaliz Lizárraga (2001-2005); Idoia Gallastegui (2006); Ana Guadalupe Fernández (2007) y Pilar Ferrero (2008-presente)
- Boo-chan - Maite Mulet (2001-2002); Antón Palomar (2002-2005 y 2008: algunos episodios) y Alberto Escobal García (2006-presente)
- Ai Suotome, Ai-chan - Nuria Marín Picó (2005); Eba Ojanguren (2006-2013) y Rosa Romay (2014-presente)
- Srta. Midori Yoshinaga - Pilar Ferrero (2001-presente)
- Srta. Ume Matzusaka - Nuria Marín Picó (2001-presente)
- Bunta Takakura, director (Mafioso) - Víctor Prieto (2001-presente)
- Srta. Masumi Ageo - Estívaliz Lizárraga (2004-2005); Idoia Gallastegui (2006); Ana Guadalupe Fernández (2006-2007); Eba Ojanguren (2008-2013 y 2020-presente) y Fátima Casado (2014-2019)
- Ginnosuke Nohara (padre de Hiroshi) - Carlos Aguiriano (2001-2002); Miguel Ortiz (2002-2005) y José María Regalado (2006-presente)
- Yoshiji Koyama (padre de Misae) - Francisco Javier Irulegui (2001-2006); Txemi del Olmo (2007-2008); José María Regalado (2009-2013) y Víctor Prieto (2014-presente)
- Tsuru Nohara (madre de Hiroshi) - Pilar Ferrero
- Hisae Koyama (madre de Misae) - Ana Begoña Eguileor
- Masae Koyama - Maite Mulet (2001-2002); Estívaliz Lizárraga (2003-2008) y Pilar Ferrero (2009-presente)
- Musae (tía de Shin-chan) - Ana Begoña Eguileor (2009-presente) y Alazne Erdozia (1 episodio)
- Vecina - Cristina Lapatza (2001: primera aparición); Pilar Ferrero (2001-2003); Nuria Marín Picó (varios episodios) y Estívaliz Lizárraga (2003-presente)
- Nanako - Nuria Marín Picó (2003-2005); Idoia Gallastegui (2006); Ana Guadalupe Fernández (2007) y Ana Begoña Eguileor (2008-presente)
- Yoshirin - Alberto Escobal García
- Michi - Estívaliz Lizárraga (2003-presente) y Rosa Romay (2010: película 14)
- Keiko Honda - Nuria Marín Picó (2001-2005 y 2008: algunos episodios); Eba Ojanguren (2006-2022) y Gloria de Luis (2023-presente)
- Yuko (Ejército Escarlata) - Pilar Ferrero
- Mari (Ejército Escarlata) - Maite Mulet (2001-2002); Estívaliz Lizárraga (2002-2010) y Ana Begoña Eguileor (2011-presente)
- Ogin (Ejército Escarlata) - Nuria Marín Picó
- Ultrahéroe - Héctor Garay (2001-2003); Víctor Prieto (2003-2007) y Juan Carlos Gutiérrez (2007-presente)
- Junichi Itzisaka - Alberto Escobal García (2003-2005) y Jaime de Diego (2006-2022)
- Kuroiso - Anselmo Herrero (2005-2007) y Jaime de Diego (2007-2023)
- Yonro - Jaime de Diego (2006-2022)
- Casera de Yonro - Nuria Marín Picó
- Yuu Yakutsukuri - Idoia Gallastegui (2006); Ana Guadalupe Fernández (2007) y Eba Ojanguren (2008-presente)
- Kawaguchi - Míkel Gandía
- Shinko (Himawari del futuro) - Pilar Ferrero
- Shinobu - Nuria Marin Pico (2001-2004) y Estívaliz Lizárraga (2005-presente)
- Shinobu Kandadori - Pilar Ferrero
- Jefa de librería - Estívaliz Lizárraga
- Nakamura - Nuria Marín Picó

- Las voces adicionales, como la voz del narrador, son puestas por la mayoría de los actores de doblaje mencionados.

El doblaje se realiza en el País Vasco. La serie, tras un incendio en Mar Digital (Llodio-Álava), empezó a doblarse en su nueva sede, Domusic TV (Erandio-Vizcaya). Después la serie se dobló en FX-Media (Galdácano-Vizcaya).
Galicia
- Ana Lemos - Shinnosuke Nohara, Shin-chan
- Matías Brea - Hiroshi Nohara
- Charo Pena - Misae Nohara
- Tere Santamaría - Tooru Kazama / Mimiko
- Alba Gutiérrez - Nené Sakurada
- Ana Ouro - Masao Sato
- Alicia Taboada - Boo-chan
- Nora Abad - Midori Yoshinaga
- Bea García - Ume Matsuzaka
- Alfonso Valiño - Bunta Takakura (Director Mafioso)
- Óscar Fernández - Ultrahéroe

Catalán
- Cristina Mauri - Shinnosuke Nohara, Shin-chan
- Glòria González - Misae Nohara
- Marc Zanni - Hiroshi Nohara
- Elisabet Bargalló - Himawari Nohara
- Carme Calvell - Tooru Kazama
- Anna Orra - Masao Sato
- Sílvia Gómez - Nené Sakurada
- Eva Lluch - Midori Yoshinaga
- Núria Domènech y Montse Roig (suplente) - Ume Matsuzaka
- Jaume Mallofré - Bunta Takakura (Director Mafioso)
- Roser Aldabó - Kawamura
- Miquel Bonet - Kawaguchi
- Geni Rey - Yuko (El nervio / uñas comidas)
- Isabel Valls - Ogin (ojo de pez)
- Elisabet Bargalló - Mari (la de los granos)
- Josep María Mas - Itsizaka

### Español (Hispanoamérica)
1ª Temporada (Doblaje Vitello)
- Laura Torres - Shin-Chan
- Diana Pérez - Mitsy Nohara
- Jorge García - Harry Nohara
- Mayra Arellano - Daisy Nohara
- Adriana Casas - Señorita Dori
- Ana Lobo - Cosmo
- Eduardo Garza - Bo
- Benjamín Rivera - Max
- Mariana Ortiz - Nini
- Belinda Martínez - Señorita Uma
- Yolanda Vidal - -Sra. Pesada
- Cristina Hernández - Señorita. Poppi
- Gabriela Willert - Srta. Denise
- Liza Willert - Vecina
- Christine Byrd - Marti
- Paco Mauri - Abuelo Gary
- Carlos del Campo - Vendedor de manuales
- Ángeles Bravo - Vendedora de carne
- Sylvia Garcel - Ginecóloga
- Laura Ayala (un cap.) - Ricitos
- César Arias (un cap.) - Geppeto
- Martha Ceceña (un cap.) - Mujer con bebé
- Eduardo Garza - Voces diversas
- Gisela Casillas - Voces diversas
- Patricia Acevedo - Voces diversas
- Rocío Prado - Insertos
- Daniel Abundis - El director/Director Enzo
- Mildred Barrera - (un cap.) - Sexy conejita

2ª Temporada (Doblaje Phuuz)
- Nallely Solís - Shin-Chan
- Rebeca Gómez - Mitsy Nohara
- Luis Alfonso Padilla - Harry Nohara
- Lupita Leal - Daisy Nohara
- ? - Cosmo
- Erika Rendón - Señorita Dori
- Toni Rodríguez - Señorita Uma
- Diana Pérez - Señorita Uma-algunos caps
- Miguel Ángel Leal - Max
- Mariana Ortiz - Nini
- Bruno Coronel - Bo
- Rossy Aguirre - Señorita Bono
- Rolando de la Fuente - Ricky
- Yolanda Vidal - Señorita Pesada
- Cristina Hernández - Señorita Popi
- Paco Mauri - Abuelo Gary
- Alejandro Mayen - Abuelo materno de Shin-chan
- Liza Willert - Señora Guberth
- Daniel Abundis - El Director / Director Enzo
- Rolando de Castro - Insertos

Doblaje Tiin
- Laura Torres - Shin-Chan
- Diana Pérez - Mitsy Nohara
- Alfonso Obregón - Harry Nohara
- Mayra Arellano - Daisy Nohara
- Betzabe Jara - Señorita Dori
- Karen Vallejo - Cosmo
- Miguel Ángel Leal - Max
- Mariana Ortiz - Nini
- Laura Ayala - Señorita Uma
- Mireya Mnedoza - Srta. Poppi
- Daniel Abundis - El director/Director Enzo
- Susana Moreno - Señorita Ageo
- Edson Matus - Ricky
- Rossy Aguirre - Srta. Bono
- Jocelyn Robles - Gidgy
- Miguel Ángel Ruiz - Luis
- María Fernanda Morales - Mitzu Koyama
- Luis Leonardo Suárez - Maestro Agobino
- Laura Torres - Insertos
- Diana Pérez - Insertos (Algunos Caps.)

Doblaje BitMe
- Laura Torres - Shin-Chan
- Karla Vega - Mitsy Nohara
- Eduardo Tejedo - Harry Nohara
- Betzabe Jara - Señorita Dori
- Marysol Lobo - Cosmo
- Emilio Rafael Treviño - Max
- Nycolle González - Nini
- Marc Winslow - Bo
- Pedro D'Aguillon Jr. - Abuelo Gary
- Jessica Ángeles - Señorita Bono
- Pablo Rafael Moreno - Lucky (1 Cap)

Créditos técnicos
- Estudio de doblaje: Audiomaster 3000 (Vitello); AF The Dubbing House (Phuuz); Sebastians (Tiin) y Iyuno México (BitMe)
- Director de doblaje: Rocío Prado (Vitello); Rolando del Castro (Phuuz) y Laura Torres (Tiin)

## Películas
Las películas de Crayon Shin-chan están basadas en la serie de anime. En ellas se muestran una faceta más profunda de los personajes propios del anime que llegan a provocar una inmersión total en la pantalla hasta el punto de poder entender a los personajes y conocerles nunca sin separarse de un humor absurdo ocasionado normalmente por la personalidad infantil de Shinnosuke.
Estas películas muestran historias fantásticas de carácter humorístico en las que se introducen a los personajes en el contexto fantástico, una vez presentado el contexto ocurre un suceso el cual podría cambiar el mundo o incluso destruirlo entonces el personaje protagonista, Shinnosuke, en ocasiones acompañado, tiene el deber de solucionar dicho problema, es entonces cuando se muestra la faceta más profunda y espiritual de los personajes en especial de Shinnosuke. Hacia el final de la película, tiene lugar el desenlace en el que los personajes acaban con el mal que amenazaba la integridad del planeta de una manera trágica y con final feliz. Finalmente, en el final de la película, los personajes vuelven a sus vidas normales con un contraste que los productores agrandan con la vuelta del humor absurdo de Crayon Shin-chan.
En total se han lanzado 30 películas, 26 ya han sido dobladas al español castellano. (Posiblemente 3 más se encuentren en proceso de doblaje). Mientras que con Latinoamérica solo se tiene evidencia de doblaje de Shin Chan: ¡A dormir! El gran asalto en el mundo de los sueños
- 1. Shin-chan: La invasión (Adaptado de Crayon Shin-Chan Tomo 6 (Fecha de publicación: 27 de julio de 1993))
  - Estreno en Japón: 24 de julio de 1993
  - Estreno en España: 24 de marzo de 2004 (DVD)

- 2. Shin-chan en la isla del tesoro (Adaptado de Crayon Shin-Chan Tomo 8 (Fecha de publicación: 28 de marzo de 1994))
  - Estreno en Japón: 23 de abril de 1994
  - Estreno en España: 4 de mayo de 2005 (DVD)

- 3. Shin-chan y la ambición de Karakaka (Adaptado de Crayon Shin-Chan Tomo 11 (Fecha de publicación: 14 de abril de 1995))
  - Estreno en Japón: 15 de abril de 1995
  - Estreno en España: 10 de octubre de 2007 (DVD)

- 4. Shin-chan: Aventuras en Henderland
  - Estreno en Japón: 13 de abril de 1996
  - Estreno en España: 10 de mayo de 2006

- 5. Shin-chan: en busca de las bolas perdidas
  - Estreno en Japón: 19 de abril de 1997
  - Estreno en España: 27 de abril de 2003 (cines) y 5 de noviembre de 2003 (VHS y DVD)

- 6. Shin-chan: Operación rescate
  - Estreno en Japón: 18 de abril de 1998
  - Estreno en España: 25 de junio de 2004 (cines) y 3 de noviembre de 2004 (VHS y DVD)

- 7. Shin-chan Spa Wars: La guerra de los balnearios
  - Estreno en Japón: 17 de abril de 1999
  - Estreno en España: 29 de abril de 2009 (DVD)

- 8. Shin-chan: Perdidos en la jungla
  - Estreno en Japón: 22 de abril de 2000
  - Estreno en España: 22 de noviembre de 2006 (DVD)

- 9. Shin-chan: Los adultos contraatacan
  - Estreno en Japón: 21 de abril de 2001
  - Estreno en España: 2 de febrero de 2007 (cines) y 20 de junio de 2007 (DVD)

- 10. Shin-chan: El pequeño samurái
  - Estreno en Japón: 20 de abril de 2002
  - Estreno en España: 16 de noviembre de 2005 (DVD)

- 11. Shin-chan y el chuletón imposible
  - Estreno en Japón: 19 de abril de 2003
  - Estreno en España: 23 de abril de 2008 (DVD)

- 12. Le llamaban Shin-chan
  - Estreno en Japón: 17 de abril de 2004
  - Estreno en España: 22 de octubre de 2008 (DVD)

- 13. Shin-chan: 3 minutos para salvar el mundo
  - Estreno en Japón: 16 de abril de 2005
  - Estreno en España: 21 de octubre de 2009 (DVD)

- 14. Shin-chan: A ritmo de samba
  - Estreno en Japón: 15 de abril de 2006
  - Estreno en España: 16 de junio de 2010 (DVD)

- 15. Shin-chan: Mi perro es la bomba
  - Estreno en Japón: 21 de abril de 2007
  - Estreno en España: 20 de octubre de 2010 (DVD)

- 16. Shin-chan y la espada de oro
  - Estreno en Japón: 19 de abril de 2008
  - Estreno en España: 9 de marzo de 2011 (DVD)

- 17. Shin-chan: ¡Esto es una animalada!
  - Estreno en Japón: 18 de abril de 2009
  - Estreno en España: 15 de noviembre de 2011 (DVD)

- 18. Shin-chan: La novia del futuro
  - Estreno en Japón: 17 de abril de 2010
  - Estreno en España: 20 de noviembre de 2012 (DVD)

- 19 Shin-chan: Operación espía de oro
  - Estreno en Japón: 16 de abril de 2011
  - Estreno en España: 28 de marzo de 2015 (Neox) y 4 de enero de 2017 (DVD y Blu-ray)

- 20. Shin-chan y la princesa del espacio
  - Estreno en Japón: 14 de abril de 2012
  - Estreno en España: 4 de abril de 2015 (Neox) y 14 de diciembre de 2016 (DVD y Blu-ray)

- 21. Shin-chan: El secreto está en la salsa
  - Estreno en Japón: 20 de abril de 2013
  - Estreno en España: 26 de junio de 2016 (Neox) y 6 de noviembre de 2016 (DVD y Blu-ray)

- 22. Shin-chan: Papá robot
  - Estreno en Japón: 19 de abril de 2014
  - Estreno en España: 25 de junio de 2016 (Neox) y 19 de octubre de 2016 (DVD y Blu-ray)

- 23. Shin-chan en México: El ataque del cactus gigante
  - Estreno en Japón: 18 de abril de 2015
  - Estreno en España: 25 de mayo de 2019 (cines; pase en exclusiva en Kinépolis Madrid Ciudad de la Imagen)[9]

- 24. Shin-chan y el mundo de los sueños
  - Estreno en Japón: 16 de abril de 2016
  - Estreno en América: 27 de julio de 2018
  - Estreno en España: Próximamente, ya licenciada por Luk Internacional.[10]

- 25. Shin-chan y kulETe el extraterrestre
  - Estreno en Japón: 15 de abril de 2017
  - Estreno en España: 3 de noviembre de 2019 (pase en exclusiva durante el 25° Salón del Manga de Barcelona)[11]

- 26. Shin-chan y los kung-fu boys
  - Estreno en Japón: 13 de abril de 2018
  - Estreno en España: Próximamente, ya licenciada por Luk Internacional.[12]

- 27. Shin-chan en Australia. Tras las esmeraldas verdes
  - Estreno en Japón: 19 de abril de 2019
  - Estreno en España: 16 de octubre de 2020 (cines)[13]

- 28. Crayon Shin-chan: Crash! Rakuga Kingdom and Almost Four Heroes (Adaptado de Crayon Shin-Chan Tomo 23 (Fecha de publicación: 8 de abril de 1999))
  - Estreno en Japón: 11 de septiembre de 2020
  - Estreno en España: Desconocido, a la espera de ser licenciada.

- 29. Shin-chan y el misterio de la academia Tenkasu
  - Estreno en Japón: 23 de abril de 2021
  - Estreno en España: 21 de octubre de 2022 en cines.[14]

- 30. Crayon Shin-chan: Mononoke Ninja Chinpuuden
  - Estreno en Japón: 22 de abril de 2022
  - Estreno en España: Desconocido, a la espera de ser licenciada.

- 31. Shin-chan: El superhéroe (Adaptado de Crayon Shin-Chan Tomo 26 (Fecha de publicación: 13 de abril de 2000))
  - Estreno en Japón: 4 de agosto de 2023
  - Estreno en España: 18 de octubre de 2024 en cines.

- 32. Crayon Shin-chan: Our Dinosaur Diary
  - Estreno en Japón: 9 de agosto de 2024

- 33. Crayon Shin-chan: Super Magnificent! Scorching Kasukabe Dancers
  - Estreno en Japón: agosto de 2025

## Videojuegos
Desde la cuarta generación de videoconsolas, existen diversos juegos de la franquicia publicados en Japón. Sin embargo, el primer videojuego en ser exportado de su país natal, Shin Chan: Aventuras en Cineland, fue publicado exclusivamente en España ostensiblemente por la gran popularidad de la serie en ese país. Desde entonces, algunos videojuegos empezaron a ser localizados en España, Italia y Corea del Sur. Todos los videojuegos publicados en España hasta 2009 lo hicieron en consolas de Nintendo: Shin Chan contra los muñecos de Shock Gahn, Shin Chan: Las nuevas aventuras para Wii, ¡Shin Chan flipa en colores!, Shin Chan: ¡Aventuras de cine! y ¡Shin Chan contra los plastas!.
En la década de 2020 se publicaron internacionalmente, y traducidos al español, los videojuegos de Crayon Shin Chan ¡Llamando al viento! ¡El corredor de las llamas de Kasukabe!, Shin Chan: Mi verano con el profesor -La semana infinita- y Shin Chan: Nevado en Carbónpolis.